# Telewizja Polska
Telewizja Polska S.A. (en català, «Televisió Polonesa»), també coneguda per les seves sigles TVP, és la companyia pública de televisió de Polònia. Va ser fundada en 1952 i gestiona dues cadenes nacionals, una xarxa de 16 canals regionals, vuit de temàtics i dos canals internacionals. Des de 1993 és membre actiu de la Unió Europea de Radiodifusió.

## Història
L'origen de la televisió pública a Polònia es remunta a 1935, quan el Państwowy Instytut Telekomunikacji (en català, «Institut Estatal de Telecomunicacions») i la ràdio nacional Polskie Ràdio van crear una societat per al seu desenvolupament. El 5 d'octubre de 1938 es van iniciar emissions experimentals des de Varsòvia, gràcies a un transmissor instal·lat un any abans. No obstant això, tot va quedar paralitzat durant la Segona Guerra Mundial: Polònia va ser envaïda en 1939 i les tropes alemanyes van destruir l'equipament.
En 1947, l'Institut Nacional de Telecomunicacions va reiniciar la instal·lació de la infraestructura televisiva, sota la supervisió de l'enginyer Janusz Groszkowski. El nou mitjà va quedar sota control del Comitè de Ràdio i Televisió, un organisme estatal de la República Popular de Polònia. Des d'uns estudis provisionals a Varsòvia, «Telewizja Polska» (TP) va començar a emetre el 25 d'octubre de 1952. Tres mesos més tard, el 23 de gener de 1953, es va engegar la programació regular. El veritable impuls va arribar amb la construcció dels estudis centrals de Varsòvia, pels quals la programació va ser ampliada a tota la setmana, i dels primers centres regionals en Łódź (1956), Poznań i Katowice (1957), Breslau (1958) i Cracòvia (1961).
El segon canal de televisió de TP va ser inaugurat el 2 d'octubre de 1970. Un any després es va adoptar programació en color, a través de l'estàndard SECAM.
La radiotelevisió polonesa va ser un dels membres fundadors de l'Organització Internacional de Ràdio i Televisió (OIRT), que reunia a les principals radiodifusores del Bloc de l'Est. En aquest temps, TP es va fer coneguda a nivell internacional per retransmetre el Festival Internacional de la Cançó de Sopot (entre 1977 i 1980, Festival de la Cançó d'Intervisió). També va obtenir fama per les seves sèries d'animació, entre les quals van destacar <i id="mwKw">Bolek i Lolek</i> (1963), Reksio (1967) i L'osset Faluc (1975).
L'arribada de la democràcia a Polònia va canviar els mitjans de comunicació públics. El nou govern va eliminar el Comitè de Ràdio i Televisió i el va substituir per dues societat anònimes de titularitat estatal: Polskie Radio i Telewizja Polska (TVP). Tots dos van ingressar en la Unió Europea de Radiodifusió l'1 de gener de 1993. El 31 de març del mateix any es va engegar el canal internacional TVP Polònia, mentre que el 5 de setembre de 1994 es va crear un tercer canal i en 1995 es va completar el canvi a l'estàndard PAL. A més dels canals disponibles en senyal obert, TVP compta amb una àmplia oferta temàtica (disponible en televisió digital terrestre) i el canal internacional Belsat per a la minoria belarussa.

## Organització
Telewizja Polska és una societat anònima (en polonès, Spółca akcyjna) de titularitat estatal i amb vocació de servei públic. L'empresa està dirigida per un Consell d'Administració, els membres de la qual són triats pel Sejm. Històricament, el Consell d'Administració és qui proposa al president de TVP, qui per exercir com tal ha de comptar amb l'aprovació del Consell Nacional de Radiodifusió (Krajowa Rada Radiofonii i Telewizji). A la fi de 2015 el govern de Jarosław Kaczyński va aprovar una llei perquè el govern controlés l'elecció d'aquests alts càrrecs.
Per finançar la radiodifusió pública existeix un impost directe de 200 złoty a l'any (uns 48 euros), recaptat i gestionat per l'empresa de correus Poczta Polska, que paguen tots aquells ciutadans amb almenys un televisor. TVP es queda amb el 60 % de la recaptació, mentre que Polskie Ràdio rep el 40 % restant. L'impost és obligatori però hi ha una alta taxa de morositat; només un terç de la població ho paga. Per aquesta raó, la major part del pressupost de TVP es cobreix amb aportacions directes de l'estat. La resta es cobreix amb publicitat i venda de productes.

## Serveis

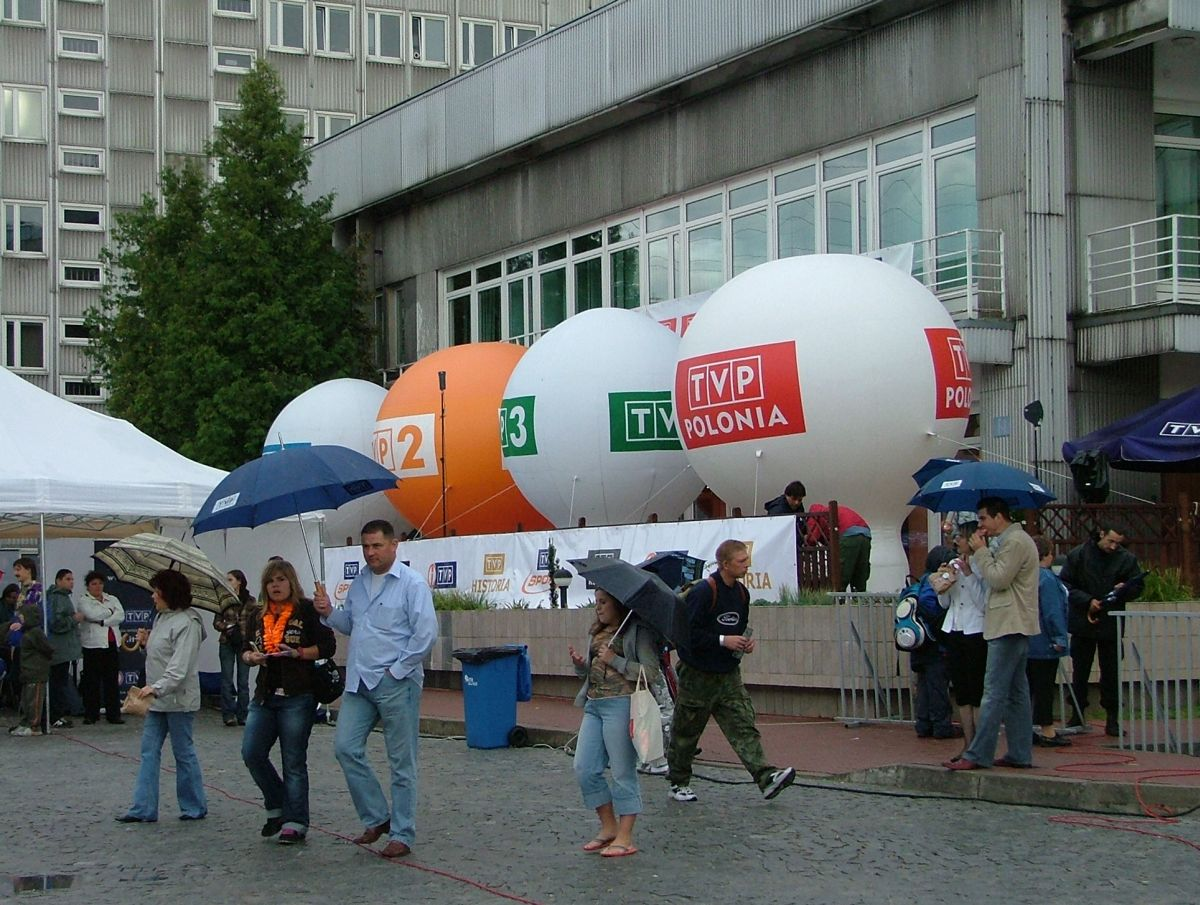
Promoció de TVP als carrers de Varsòvia.

### Generalistes
- TVP1: Canal generalista. Va començar les seves emissions el 23 de gener de 1953. Disposa de senyal en alta definició.
- TVP2: Segon canal, creat el 2 d'octubre de 1970. La seva programació està orientada a l'entreteniment i la ficció estrangera. Disposa de senyal en alta definició.
- TVP HD: Canal en alta definició, amb programes de tots els canals de TVP. Va néixer en 2008 i ha continuat malgrat que TVP1 i TVP2 estan disponibles en HD.
- TVP3: Tercer canal que aglutina la programació regional de TVP. Està formada per les següents emissores:

| - TVP3 Białystok - TVP3 Bydgoszcz - TVP3 Gdańsk - TVP3 Gorzów Wielkopolski | - TVP3 Katowice - TVP3 Kielce - TVP3 Cracòvia - TVP3 Lublin | - TVP3 Łódź - TVP3 Olsztyn - TVP3 Opole - TVP3 Poznań | - TVP3 Rzeszów - TVP3 Szczecin - TVP3 Varsòvia - TVP3 Breslau |

### Temàtics
TVP disposa d'una àmplia oferta temàtica en televisió digital terrestre, televisió per cable i satèl·lit. En parèntesi figura el seu any de creació:
- TVP ABC: Canal infantil (2014)
- TVP Història: Especialitzat en documentals i història (2007)
- TVP Info: Canal d'informació contínua (2007). Disposa de senyal en alta definició.
- TVP Kultura: Programació cultural i divulgativa (2005)
- TVP Parlament: Canal que retransmet les sessions del Sejm (2011). Només disponible en internet.
- TVP Rozrywka: Programes d'entreteniment i humor (2013)
- TVP Seriale: Sèries nacionals i internacionals i producció pròpia (2010)
- TVP Sport: Canal especialitzat en esdeveniments esportius (2006). Disposa de senyal en alta definició.

### Internacionals
- TVP Polònia: Senyal internacional amb els millors programes de TVP.
- Belsat: Canal informatiu dirigit a la minoria belarussa.

## Imatge corporativa
| 1952 a 1992 | 1992 a 2003 | Des de 2003 |
| ----------- | ----------- | ----------- |